# Assassinat de Robert F. Kennedy
L'assassinat de Robert F. Kennedy, senador dels Estats Units i germà del president dels Estats Units John F. Kennedy, tingué lloc poc després de la mitjanit del 5 de juny de 1968 a Los Angeles, a l'estat de Califòrnia. Poc abans de l'atemptat, Kennedy es trobava amb els seus seguidors celebrant la victòria a les eleccions primàries de l'estat de Califòrnia, realitzades en plena cursa electoral per decidir qui havia de ser el candidat demòcrata a les eleccions presidencials del mes de novembre d'aquell mateix any. Kennedy fou tirotejat mentre caminava per la cuina de l'Hotel Ambassador, on es trobava seguint els resultats. Les lesions produïdes per l'atemptat foren suficientment greus per provocar la seva mort, que ocorregué al The Good Samaritan Hospital vint-i-sis hores més tard. Sirhan Sirhan, un immigrant d'origen palestí de 24 anys, fou declarat culpable de l'assassinat de Kennedy i condemnat a mort, sentència que fou posteriorment commutada per la cadena perpètua.
La capella ardent del cos de Kennedy s'instal·là a Nova York, concretament a la catedral St. Patrick, la qual cosa permeté que fos visitada per un gran nombre de persones durant els dos dies que precediren a un multitudinari funeral. El seu cos es troba enterrat prop del seu germà John al Cementiri Nacional d'Arlington. La seva mort suposà un augment de la protecció dels candidats presidencials per part del Servei Secret dels Estats Units. Hubert Humphrey, vicepresident sortint, fou nomenat candidat demòcrata a la presidència, tot i que finalment fou derrotat per Richard Nixon.
D'igual manera que la mort del seu germà, l'assassinat de Robert Kennedy i les circumstàncies que l'envolten han donat peu a un gran nombre d'hipòtesis i teories conspiratòries. Actualment encara és un dels dos únics senadors estatunidencs assassinats (l'altre fou Huey Long).

## Antecedents

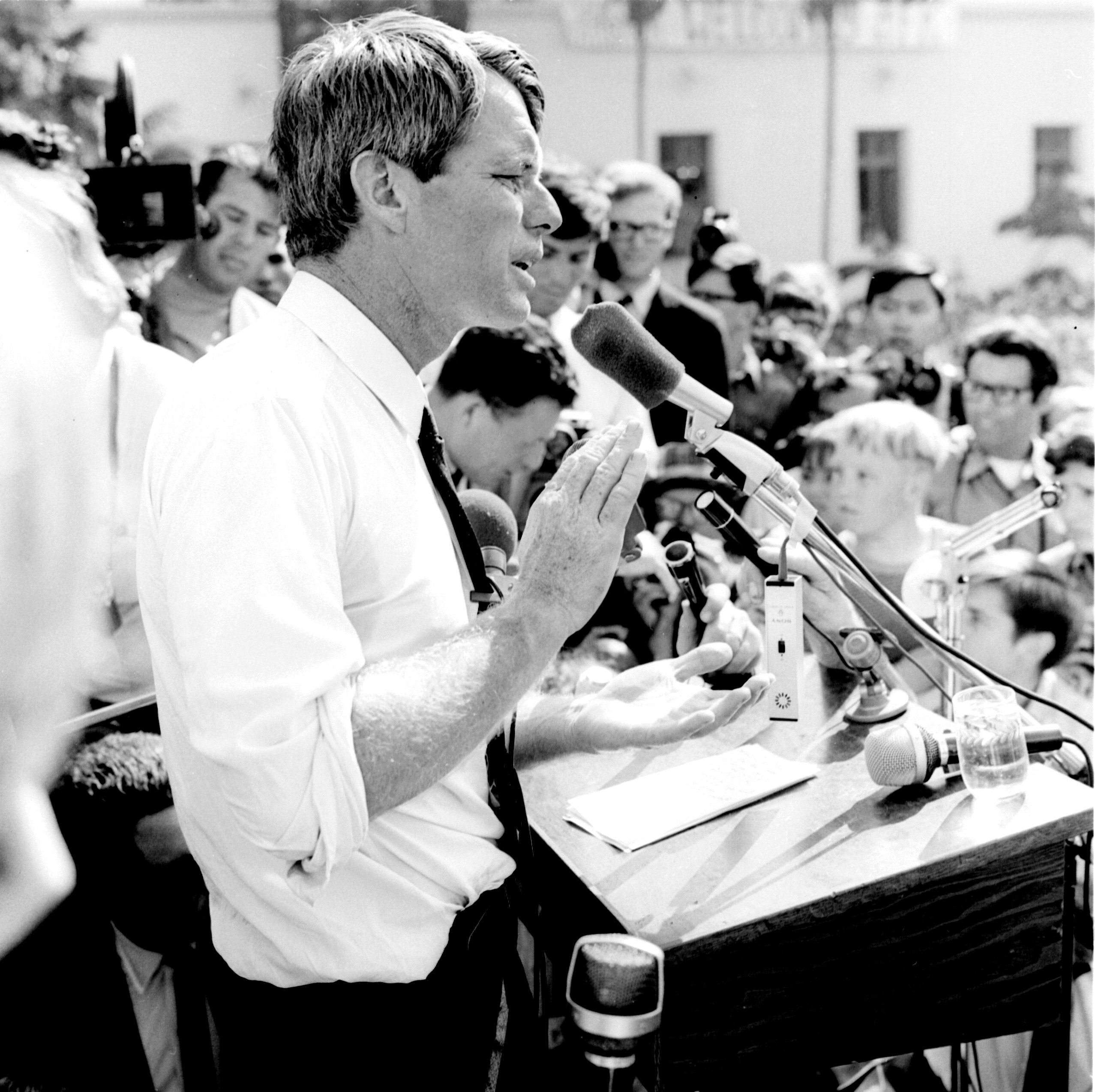
Robert Kennedy en plena campanya electoral a Los Angeles

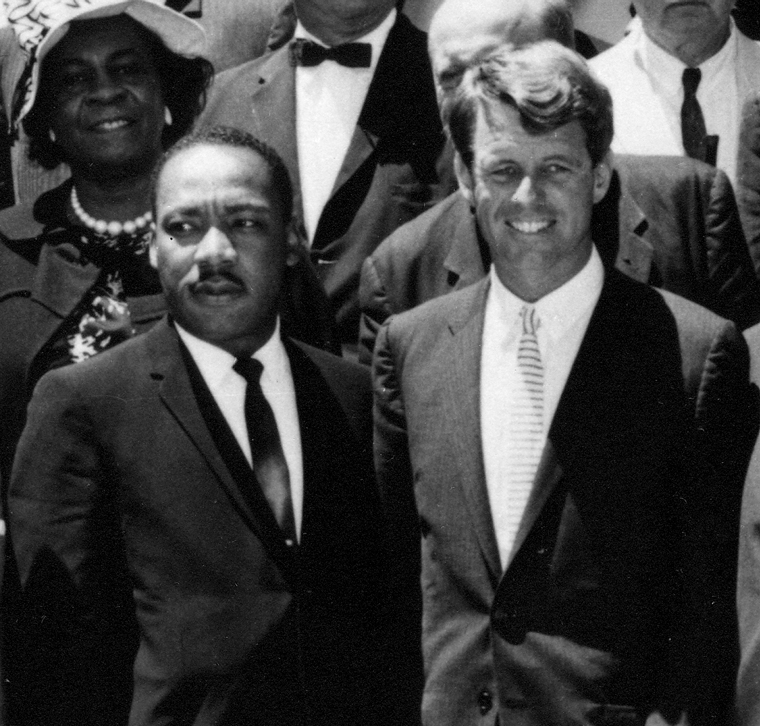
Robert Kennedy amb Martin Luther King

La carrera política de Kennedy va estar molt lligada a la del seu germà John. El gener de 1961 fou nomenat Fiscal General dels Estats Units, càrrec que ocupà fins al 3 de setembre de 1964, quan dimití per presentar-se a les eleccions per senador. Després de guanyar la contesa electoral, Robert Kennedy prengué possessió del càrrec de senador per l'estat de Nova York el 3 de gener de 1965.
La cursa presidencial de 1968 fou enterbolida per una legislatura complicada del president Lyndon B. Johnson. Als carrers hi regnava un creixent malestar social, amb aldarulls a les principals ciutats del país. Aquestes problemàtiques, que afectaven les classes socials més baixes de la població, dugueren a Johnson a introduir un seguit de lleis per mitigar els efectes de la pobresa i la discriminació. De totes maneres, molts analistes asseguren que en el rerefons polític hi havia una creixent oposició a la cruent Guerra del Vietnam i al recent assassinat de Martin Luther King a Memphis. Precisament, la mort de Martin Luther King provocà un esclat social de caràcter ètnic l'abril de 1968 que afectà a més de 100 ciutats d'arreu del país.
Preveient la fragilitat política del president Johnson, Kennedy es llançà a la nominació presidencial del partit demòcrata el 16 de març de 1968, quatre dies després que els primers resultats a les primàries del partit haguessin suposat un important revés pel president Johnson, que tan sols havia guanyat per 7 punts a l'estat de Nou Hampshire davant un candidat gairebé desconegut. Dues setmanes més tard, el 31 de març, Johnson anuncià que renunciava a la reelecció, la qual cosa provocà l'aparició de múltiples candidats que esperaven la renúncia de Johnson per presentar-se. El vicepresident Hubert Humphrey, per exemple, anuncià la seva candidatura poc després. La cita amb les urnes a Califòrnia va estar precedida per la victòria de Kennedy als estats d'Indiana i Nebraska i les derrotes a Pennsilvània, Massachusetts i Oregon (aquesta darrera produïda el 28 de maig, una setmana abans del seu assassinat), la qual cosa convertí el resultat a Califòrnia com a clau per a la designació. Abans que s'obrissin les urnes, Kennedy tenia 393 delegats davant dels 561 de Humphrey.

## Assassinat

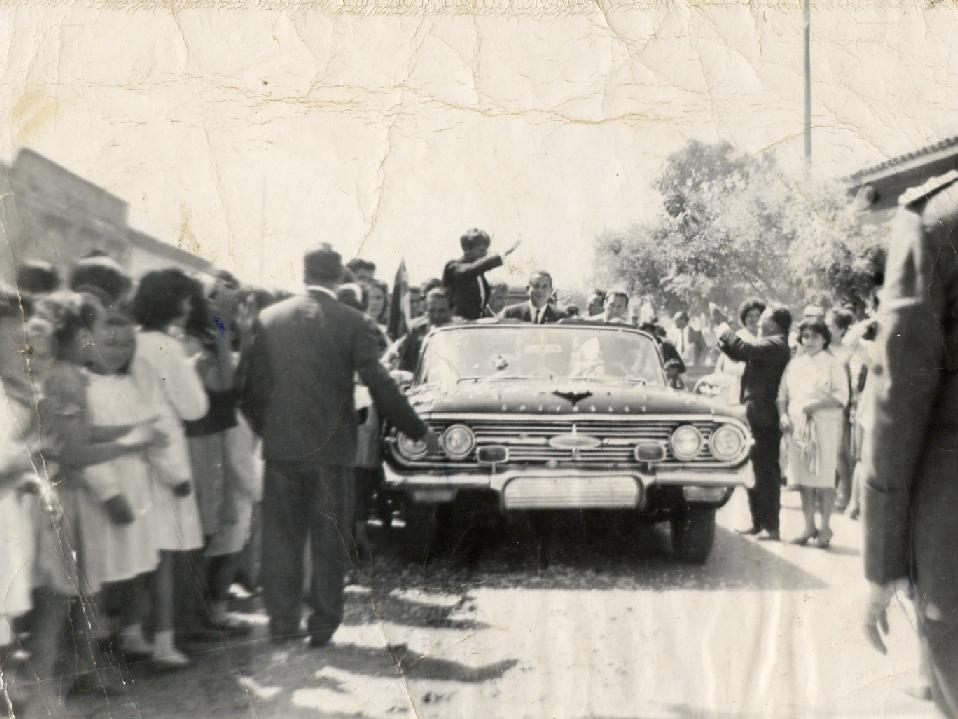
Robert F. Kennedy va dissenyar una campanya de proximitat amb els electors i seguidors, per la qual cosa la proximitat amb la gent era habitual.

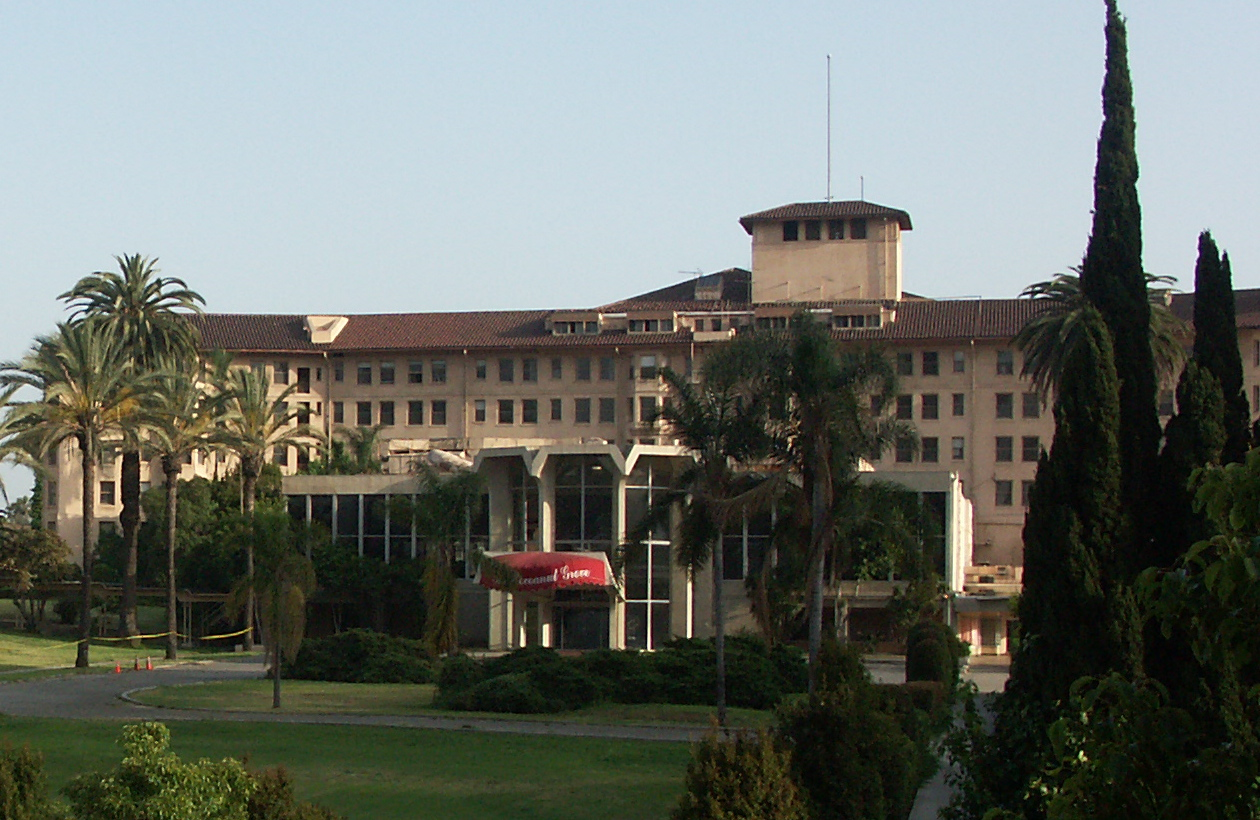
L'Hotel Ambassador fou l'escenari de l'assassinat de Robert F. Kennedy, qui l'havia designat com a quarter electoral de les eleccions primàries a Califòrnia.

Quatre hores després del tancament dels col·legis electorals a tot l'estat de Califòrnia, Kennedy proclamà la seva victòria; passaven aproximadament uns 10 minuts de la mitjanit, i els simpatitzants de la campanya celebraven els resultats a la sala de ball de l'Hotel Ambassador, al districte de Wilshire de Los Angeles, habilitat com a quarter electoral. Als anys 60, el govern dels EUA proporcionava protecció pels presidents però no pas als candidats presidencials, per la qual cosa Kennedy només comptava amb la pròpia seguretat personal privada, formada per un antic agent de l'FBI, William Barry, i per dos guardaespatlles no oficials, antics atletes professionals. Des que presentà la seva candidatura, Kennedy dissenyà una campanya basada en la proximitat amb la ciutadania, en la qual el contacte amb la gent, les abraçades amb constants sacsejades de mà i altres mostres d'afecte eren molt habituals.

La fotografia de Boris Yaro, periodista de Los Angeles Times, en la qual es veu el cos de Robert F. Kennedy ferit immediatament després del tiroteig. La persona agenollada al seu costat és Juan Romero, de 17 anys, que li estava donant la mà quan van començar els trets.

La nit de les eleccions a Califòrnia l'equip de campanya planejà que, un cop se sabessin els resultats, Kennedy caminaria a través de la sala de ball de l'hotel un cop acabat el seu discurs per reunir-se amb una altra congregació de seguidors que es trobarien en un altre racó de l'hotel. Tanmateix, a causa del retard en l'aparició del candidat, els periodistes exigiren que es prioritzés la roda de premsa del guanyador després del discurs. Com a conseqüència, l'ajudant de campanya Fred Dutton decidí que Kennedy no es trobés amb els altres seguidors, sinó que passés a través de la cuina i el rebost de l'hotel i es reunís amb els periodistes. Quan Kennedy acabà el discurs, seguí el recorregut planejat inicialment, fins que William Barry l'aturà i li notificà que el programa havia estat modificat. En aquell moment, Barry i Dutton començaren a obrir una escletxa entre la multitud de gent aplegada per facilitar que Kennedy arribés a les portes de la sala de ball de l'hotel i enfilés cap a la cuina Tot i així, Kennedy es va veure ràpidament rodejat i atrapat per la multitud, quedant-se tan sols amb la companyia del maître de l'hotel, Karl Uecker, que l'acompanyà cap a la cuina per una porta secundària.
Uecker volia portar Kennedy a la cuina a través d'una porta doble que s'obria empenyent cap endins. El maître l'agafà ben fort pel canell, però no podia evitar les estrebades provocades per la quantitat de gent que volia saludar-lo. Tots dos estaven seguits de prop pel guardaespatlles del senador. Uecker i Kennedy passaren la porta, però el guardaespatlles que els seguia es quedà endarrerit a causa del seu moviment; en aquell moment el senador i el maître arribaren a un espai en el qual s'havia format un estret passadís entre una màquina de gel recolzada contra una paret a la dreta i una taula de planxar situada a l'esquerra. Kennedy es girà cap a l'esquerra per saludar a Juan Romero, un jove d'origen mexicà que treballava a l'hotel i que es trobava amb molts companys de feina que volien saludar al senador aprofitant que passava per allà. En aquell instant, Sirhan Bishara Sirhan, que es trobava amagat just al darrere d'una pila de safates, ajupit al costat de la màquina de gel, cridà «Kennedy, fill de puta!» i començà a disparar al senador des d'una distància pròxima al metre i mig. En veure l'arma, Kennedy aixecà els braços, la qual cosa facilità que la primera bala li entrés per l'aixella, li perforés l'espatlla i es quedés retinguda a la base del coll. Aleshores, Sirhan aconseguí apropar-se més a la seva víctima i disparà dos trets contra Kennedy, que havia girat cap a l'esquerra. Un dels projectils se li incrustà a la part posterior del cap i provocà la caiguda del senador, mentre que l'altre li entrà per l'esquena i li feu un orifici de sortida al cap. Després que Kennedy caigués a terra, Sirhan tingué temps per seguir amenaçant i fins i tot ferir al redactor dels discursos de Kennedy, Paul Schorade, fins que el cap de seguretat, Bill Barry, aconseguí reduir-lo colpejant-lo dues vegades a la cara, mentre les altres persones que es trobaven prop del senador –com el mateix maître Uecker, Edward Minasian, l'escriptor George Plimpton, el decatleta campió olímpic Rafer Johnson i el jugador de futbol americà Rosey Grier– aprofitaven per immobilitzar Sirhan contra la taula de planxar i desarmar-lo. Tot i així, Sirhan, aprofitant el desconcert general, aconseguí alliberar-se i tornà a agafar el revòlver, però com que ja havia disparat totes les bales de la recambra ràpidament va poder ser retingut de nou. Quan tot estigué sota control, Barry anà fins on es trobava el cos encara en vida de Kennedy i li col·locà la seva jaqueta sota el cap. En declaracions posteriors, Barry narrà que immediatament fou conscient que l'arma usada era un revòlver del .22 (un calibre petit), per la qual cosa els seus primers pensaments foren que les ferides no serien gaire greus. Malgrat aquest primer pensament, en observar les ferides al cap del senador s'adonà que la situació seria crítica. Periodistes i fotògrafs acreditats per a la campanya contribuïren al caos amb el seu intent de fer fotografies i conèixer l'estat de Kennedy. Per a la història ha quedat el relat d'un locutor d'una ràdio local atrapat al bell mig del tiroteig. Abans que Kennedy fos evacuat, l'assistent Juan Romero bressà el cap del senador col·locant-li un rosari a la seva mà. Mentre Romero li subjectava el cap, Keneddy preguntà si tothom estava bé o i si hi havia altres ferits; el cambrer li respongué afirmativament. L'escena fou captada de prop pels fotògrafs Bill Eppridge i Boris Yaro de la revista Life i de Los Angeles Times, i es convertí en la imatge icònica de l'assassinat.
Ethel Kennedy, esposa del senador i embarassada de l'onzè fill de la parella, es trobava fora de l'escenari del crim, i ràpidament fou alertada de l'atac i acompanyada al costat del seu marit, on li abrigà el cap, moment en el qual Kennedy semblà reconèixer-la. Després d'uns minuts, l'equip mèdic s'endugué Kennedy en llitera, tot i la negativa del senador expressada amb un lleuger xiuxiueig, preludi de la pèrdua de coneixement. Kennedy fou traslladat d'urgència al Central Receiving Hospital, situat a poc més d'un quilòmetre i mig del lloc dels fets, on arribà en estat d'extrema gravetat, tot i que encara presentava signes vitals. L'equip mèdic de l'hospital li realitzà un massatge cardíac per fer front a una possible aturada. Un cop superada la crisi, un membre de l'equip mèdic deixà a Ethel Kennedy un fonendoscopi per tal que pogués escoltar els batecs del cor del seu marit.
Després dels primers auxilis al Central Receiving Hospital, Kennedy fou traslladat al The Good Samaritan Hospital, on fou intervingut. A les 2:22 de la matinada, el secretari de premsa de campanya, Frank Mankiewicz, anuncià que en cinc o deu minuts Kennedy seria operat i que es preveia que la intervenció durés entre quaranta-cinc minuts i una hora.
Kennedy rebé tres trets dels tretze que es feren. Una de les bales, la que li causà més danys, li entrà per darrere de l'orella dreta i es dispersà per diferents zones del cervell. Les altres dues li entraren per darrere l'aixella dreta; una tingué com a punt de sortida el pit mentre que l'altre s'allotjà a la part posterior del coll, sense que hi hagués orifici de sortida. Malgrat el prestigi del servei de neurocirurgia del The Good Samaritan Hospital, l'operació feta a Kennedy durà vora tres hores i no aconseguí millorar l'estat del pacient, ja que tan sols van poder extreure una petita part dels fragments de la bala. La del coll no li fou extreta, ja que la intervenció podia suposar un perill per la ja deficient estabilitat del pacient, i la seva situació no resultava perillosa. Frank Mankiewicz, en conferència de premsa feta al migdia del 5 de juny, reconegué que l'estat del senador era d'extrema gravetat i que no havia recuperat la consciència; l'única millora que havia experimentat era la recuperació de la capacitat per respirar per si mateix. En aquell moment, el senador es trobava acompanyat per la seva dona i la seva cunyada Jacqueline Kennedy, que havia arribat a l'hospital a mitja tarda, així com per alguns dels seus fills, germans i cunyats. Entre els membres de l'equip mèdic que el tracten s'hi afegí el doctor James Poppen, cap de neurocirurgia del Lahey Clinic de Boston, que gaudia de gran confiança entre els membres de la família Kennedy. Poppen arribà a Los Angeles en un vol proporcionat per la Força Aèria dels Estats Units d'Amèrica que seguia les instruccions directes del vicepresident Humphrey, rival directe a les eleccions primàries de Kennedy.
Durant més de vuit hores no hi hagué cap comunicat mèdic, la qual cosa alimentava les esperances que el senador pogués recuperar-se de les ferides. Aquestes esperances, però, es veieren truncades quan, ja entrada la matinada del 6 de juny de 1968, Frank Mankiewicz entrà de nou al gimnàs habilitat com a sala de premsa per llegir un breu comunicat en el qual anunciava la mort del senador. Aquesta es produí quan faltaven setze minuts per a les dues de la matinada.
En l'atemptat foren ferides unes altres cinc persones: William Weisel, periodista de l'ABC News; Paul Schrade, col·laborador de la campanya de Kennedy; Elizabeth Evans, activista del partit demòcrata; Ira Goldstein, periodista en pràctiques que cobria les eleccions; i el voluntari de campanya Irwin Stroll. Tot i que no resultà ferida físicament, la cantant Rosemary Clooney, seguidora de Kennedy, sofrí un fort atac de nervis, segurament comòrbid al trastorn bipolar que tenia diagnosticat.

## Sirhan Sirhan

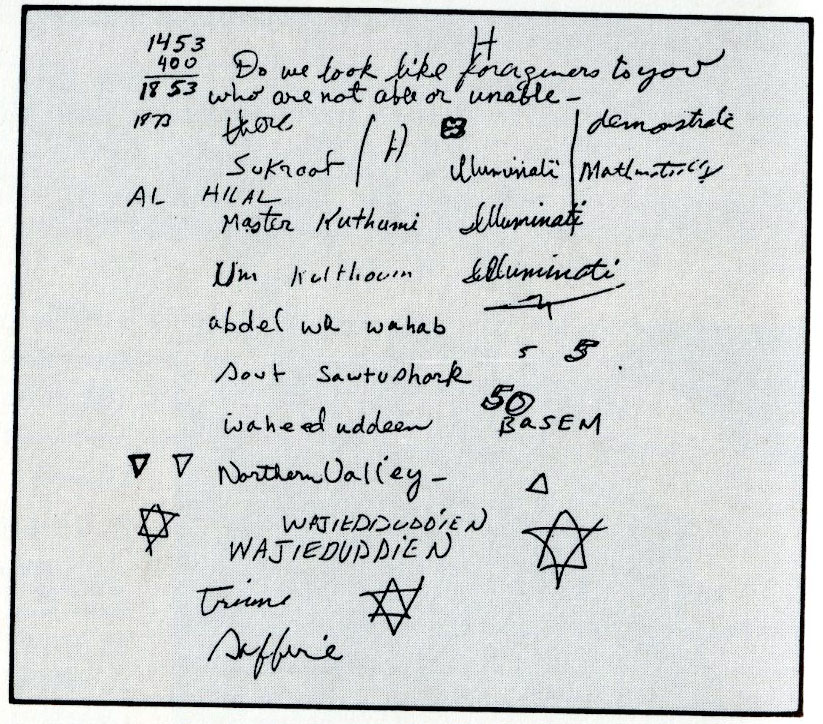
Les notes trobades a l'autor de l'atemptat

Sirhan Sirhan era, en el moment de l'atemptat, un militant de l'integrisme islàmic nascut a Jordània i amb un component ideològic marcadament antisionista. En les seves notes (que la policia atribuí a un diari personal), trobades durant l'escorcoll realitzat a casa seva després de l'assassinat, Sirhan manifestava la seva determinació d'eliminar el senador Keneddy, cosa que podria haver arribat a ser una obsessió per ell. Sirhan assegurava que l'atemptat s'havia de produir abans del dia 5 de juny, la qual cosa ha suggerit múltiples teories que asseguren que la data no la trià a l'atzar sinó que està relacionada amb el primer aniversari del començament de la Guerra dels 6 dies entre Israel i els seus veïns àrabs. L'animadversió i l'obsessió de Sirhan cap a la figura de Kennedy haurien estat provocades per un article periodístic escrit pel mateix senador americà en el qual donava suport a Israel en els seus contenciosos en territori palestí. De fet, una còpia d'aquest article fou trobada a les butxaques de Sirhan quan fou escorcollat per la policia. Aquesta interpretació del mòbil del crim, però, ha estat posada en dubte sota l'argument que es tracta d'una simplificació i generalització que ignora els greus problemes psicològics de Sirhan.

### Judici i sentència
El judici per la mort del senador Kennedy se celebrà entre el 3 de gener i el 23 d'abril de 1969 a Los Angeles; fou presidit pel jutge Herbert V. Walker. La fiscal general de l'estat de Califòrnia, Evelle J. Younger, fou l'encarregada de portar el cas sota la supervisió del fiscal en cap Lynn Compton. Després d'analitzar una exhaustiva avaluació psiquiàtrica de Sirhan, en la qual se li diagnosticà un trastorn mental, Younger proposà un pacte a la defensa que constistia en el fet que l'acusat es declarés culpable d'assassinat en primer grau a canvi de renunciar a la petició de pena de mort. Tot i que la defensa es mostrà disposada a acceptar el pacte, el jutge del cas no va permetre que es formalitzés, fet que obligà la defensa a anar a judici amb jurat i haver-se de declarar no culpable per evitar la condemna a mort.
Durant la fase oral del judici, però, les contradiccions entre Sirhan i els seus advocats foren evidents. Mentre els lletrats basaven la seva defensa a demostrar la incapacitat per discernir del seu client, Sirhan contínuament s'autoculpava del crim. De fet, ell mateix declarà que havia matat Kennedy amb 20 anys de premeditació. Malgrat això, Sirhan sí que al·legà amnèsia: afirmà que des de la seva detenció no recordava res dels fets ocorreguts. Aquesta declaració, però, no fou acceptada pel jutge i fou conseqüentment desestimada.
Sirhan fou declarat culpable el 17 d'abril de 1969 i sis dies més tard fou condemnat a mort. La pena fou comutada per cadena perpètua després per part de la Cort Suprema de Califòrnia després de la seva decisió en el cas de l'estat de Califòrnia contra Anderson que invalidava totes les penes de mort imposades a Califòrnia abans de 1972 (això també passà amb altres casos famosos, com el de la família Manson). L'any 2011 Sirhan sol·licità la llibertat condicional, que li fou denegada per catorzena vegada. El jutge justificà la seva decisió basant-se en que Sirhan encara no ha entès la magnitud del seu crim i que segueix culpabilitzant la societat dels seus problemes, presentant una actitud immadura i sense recórrer als programes de rehabilitació. Per aquest motiu, Sirhan segueix actualment confinat en una presó estatal de Coalinga i, segons la sentència escrita en l'última revisió, la llibertat condicional no pot ser revisada fins a l'any 2016.

## L'arma
L'arma utilitzada fou clau per poder identificar Sirhan, ja que quan fou detingut s'autoidentificà com John Doe i rebutjà donar cap mena d'informació. La policia començà una investigació per seguir el rastre de l'arma, un revòlver del calibre .22 del model Iver Johnson Cadet. L'estudi va concloure que el revòlver havia passat per les mans de diversos propietaris: una persona que vivia en un suburbi d'Alabama, una altra dels afores de San Francisco i un noi jove que digué a la policia que l'havia venut, donant una descripció del comprador del qual digué que era un venedor d'uns grans magatzems de Pasadena. Gràcies a aquesta descripció la policia identificà al germà de Sirhan, Munir Bishari Salameh Sirhan, i a partir d'aquí els agents pogueren identificar els altres dos germans que vivien amb ell a Pasadena, entre els quals l'autor de l'atemptat, Sirhan Sirhan.

## Cobertura dels mitjans de comunicació
La cobertura del succés dels mitjans de comunicació estatunidencs fou molt àmplia. Lògicament, ja s'havien destinat molts recursos televisius per cobrir la seu electoral de Kennedy, i el fet que el fatal desenllaç s'allargués prop de 26 hores contribuí al fet que el desplegament mediàtic fos encara més gran. En el moment del tiroteig, la cadena ABC News encara no retransmetia el seu programa de seguiment de la nit electoral, a diferència de la CBS. De totes maneres, no va ser fins a 21 minuts després de l'atemptat que la CBS començà a cobrir-lo. Pel que fa als corresponsals que eren dins de l'Hotel Ambassador per fer el seguiment de Kennedy, ràpidament es desplaçaren al lloc dels fets, cosa que va permetre que les escenes immediates a l'atac fossin captades, encara que amb instruments d'àudio i càmera que no tenien capacitat per a transmetre en directe. L'ABC sí que va aconseguir emetre material gravat a la cuina de l'hotel en cop Keneddy fou traslladat fora d'aquesta, però a diferència de la CBS o l'NBC, tot el metratge aconseguit era en blanc i negre. La filmació en color, disponible en els equips de la CBS i l'NBC, trigà dues hores a poder ser emesa, ja que s'havia de revelar. El periodista Andrew West de la KRKD de Mutual Broadcasting System va poder gravar amb so tots els esdeveniments posteriors al tiroteig, especialment la reducció de Sirhan així com els crits de la gent immersa en la baralla. Concretament, en la seva gravació se sent com s'esperona a Rafer Johnson per tal que agafi el revòlver de Shirhan i també es fa referència al fet que no es vol que torni a succeir el mateix que havia passat 5 anys enrere amb Lee Harvey Oswald (l'atemptat contra John F. Kennedy).
Al llarg de tota la setmana, l'NBC va dedicar un total de 55 hores d'emissió a l'atemptat i als successos posteriors, l'ABC 43 hores i la CBS 42 hores; se suprimiren els espais habituals i alguns espais publicitaris. De la mateixa manera, altres cadenes de ràdio i televisió també emeteren moltes hores per cobrir la notícia.

## Enterrament

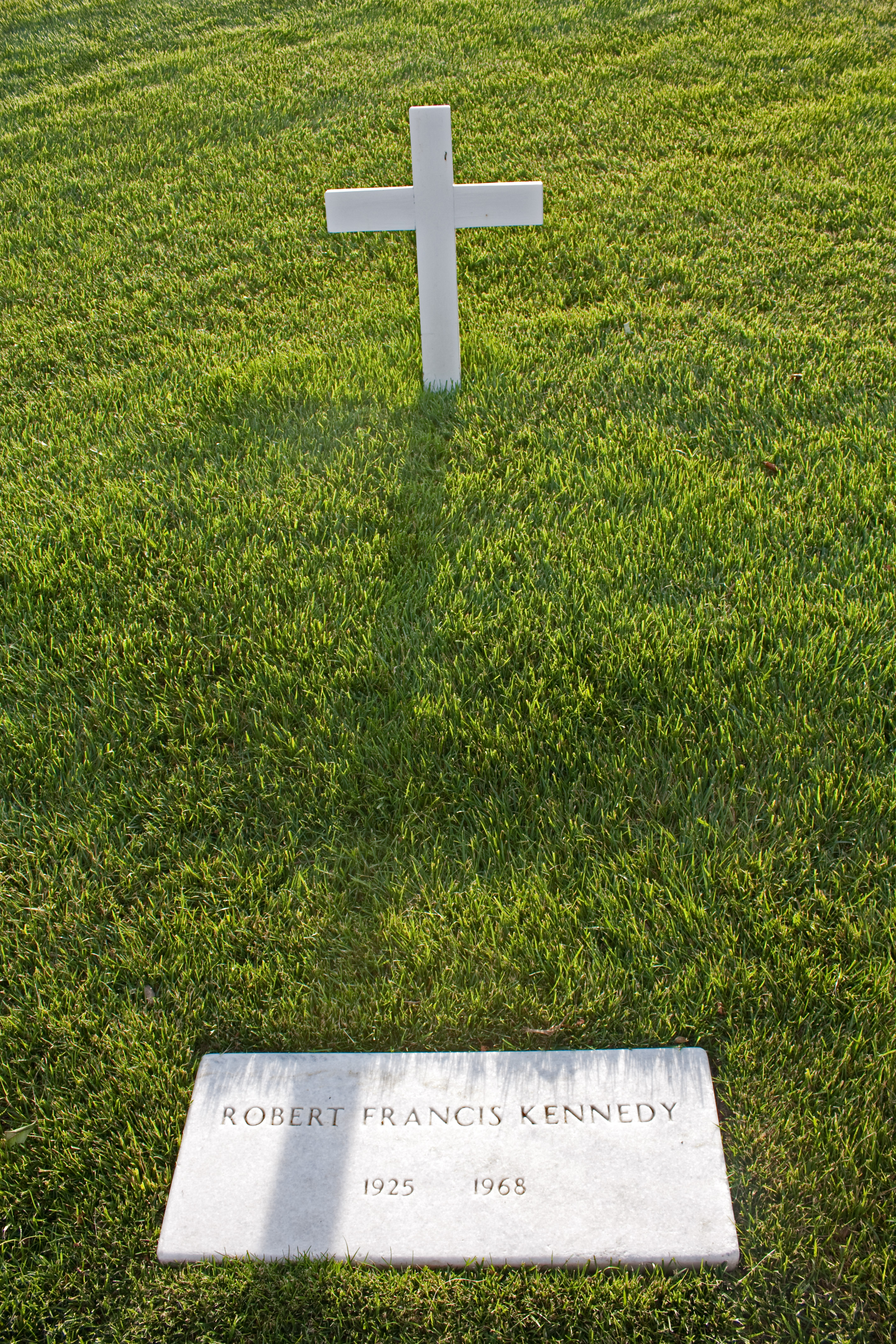
Tomba de Robert Kennedy al cementiri nacional d'Arlington

Després de la missa funeral pel senador Kennedy, realitzada a Nova York el dissabte 8 de juny de 1968, les restes del senador foren transportades en un tren funerari a baixa velocitat fins a Washington DC via Newark i Trenton, tot travessant Nova Jersey, Filadèlfia i Baltimore. La totalitat del sistema ferroviari s'aturà entre Washington i Nova York en direcció nord, i molta gent es reuní al llarg de la ruta per retre tribut i homenatge al senador assassinat. El transport patí un llarg retard fins que finalment arribà al seu destí, per la qual cosa els treballadors del cementiri es veieren obligats a canviar els plans d'acollida de les restes i la programació de l'enterrament. Finalment les exèquies es dugueren a terme de nit: es col·locaren reflectors al voltant de la tomba oberta i els membres dels serveis funeraris distribuïren 1.500 espelmes entre els assistents a la cerimònia.
El fèretre fou traslladat a espatlles per 13 persones, entre ells l'exastronauta John Glenn, l'exsecretari de Defensa Robert McNamara, l'amic de la família i el general de l'exèrcit Maxwell Taylor, el fill gran de Robert Joe Kennedy i el seu germà, el senador Edward Kennedy. La processó s'aturà al Lincoln Memorial, on la Banda de la Infanteria de Marina tocà The Battle Hymn of the Republic (L'himne de batalla de la República). La comitiva fúnebre arribà al cementiri prop de dos quarts d'onze de la nit.
Les restes mortals de Kennedy foren rebudes pel cardenal Terence Cooke, arquebisbe de Nova York. Com és tradició als Estats Units, la bandera que cobria el fèretre fou doblegada i entregada a un membre de la família, en aquest cas la viuda de Robert, Ethel Kennedy, i al seu fill Joe.
El 1971, a petició de la família, una tomba més elaborada substituí a la primera. Dissenyada per l'arquitecte Ieoh Ming Pei, la nova tomba conserva una creu simple, blanca i cristiana, i afegeix una placa de granit (com amb la tomba de John F. Kennedy) i dues inscripcions amb frases del senador Kennedy: una pronunciada durant un discurs a Sud-àfrica l'any 1966 i una altra que digué el mateix any de la seva mort. El funeral de Robert Kennedy és el primer que es feu mai de nit al cementiri nacional d'Arlington; el segon fou el del seu germà petit Ted.

## Teories alternatives

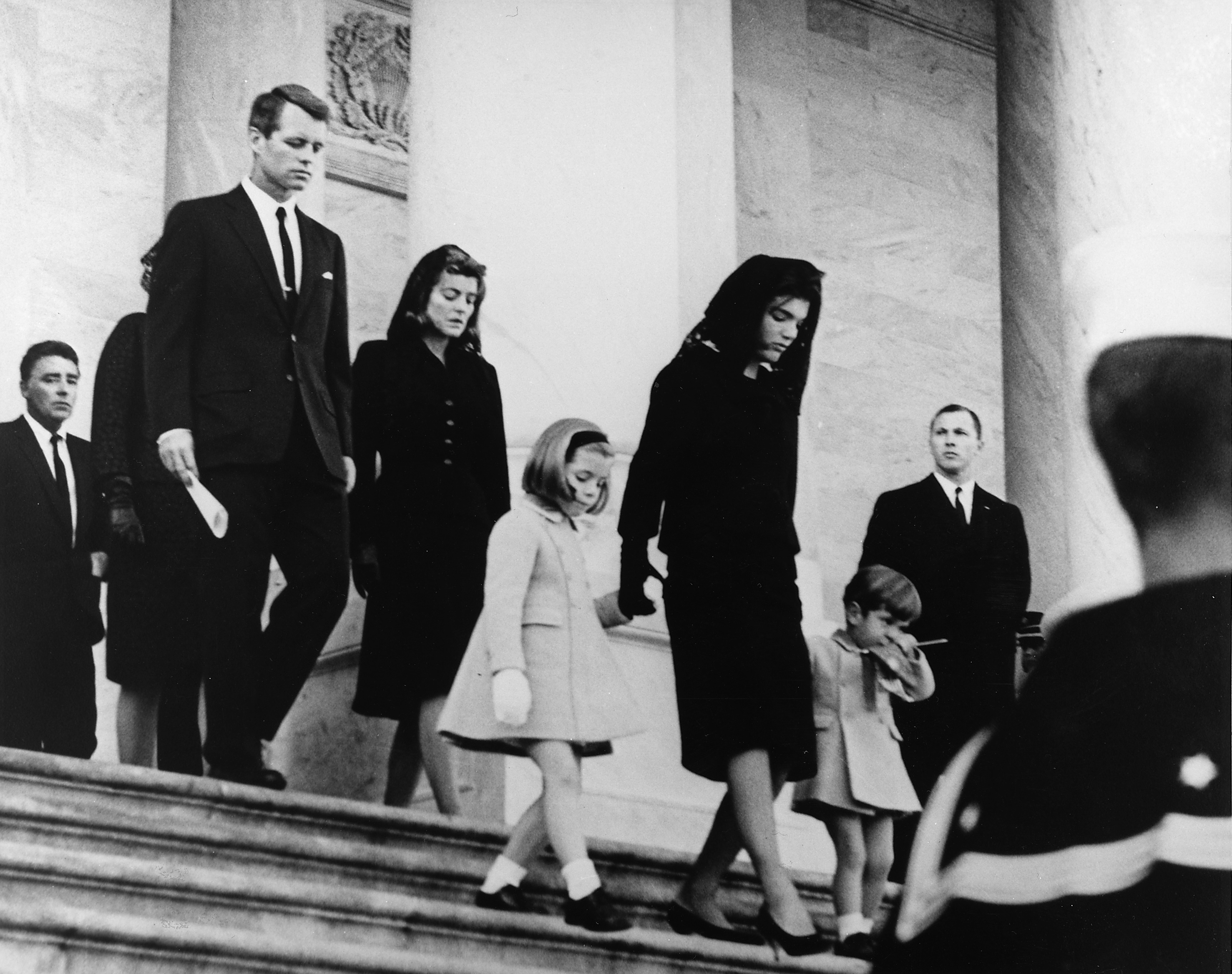
Robert Kennedy sortint de l'església després del funeral del seu germà John. Tots dos assassinats han donat peu a múltiples teories conspiratives.

D'igual manera que en l'atemptat contra John F. Kennedy –germà de Robert–, la mort del senador ha donat lloc a un gran nombre d'anàlisis, hipòtesis i teories diferents. Algunes persones implicades en la investigació original i alguns investigadors han suggerit guions alternatius o han posat en dubte la versió oficial dels fets.

### Clara implicació de l'Agència Central d'Intel·ligència (CIA)
El novembre de 2006, el programa de la televisió britànica BBC Newsnight, presentat per la cineasta especialitzada en documentals Shane O'Sullivan, presentà la hipòtesi que uns quants agents de la CIA estaven presents a l'Hotel Ambassador la nit de l'assassinat. Tres homes, els quals apareixen en el material gràfic i fotogràfic de l'escena, són identificats per anteriors col·legues i socis, així com per antics oficials de l'agència que havien treballat amb ells l'any 1963 a JMWAVE, la principal seu de la CIA en lluita contra el castrisme a Cuba. Concretament, són el cap d'operacions marítimes David Sánchez Morales i el cap de les operacions de guerra psicològica George Joannides.
El programa presenta una entrevista amb qui havia estat advocat de Morales, Robert Walton, que assegura que el reaccionari comandant militar havia afirmat que «era a Dallas quan vam matar el fill de puta i era a Los Angeles quan acabaren amb el pobre bastard». O'Sullivan informà que la CIA havia declinat l'oferiment fet per part del programa de fer cap comentari sobre els oficials en qüestió. En el programa també es posa de manifest l'animadversió de l'extremista de dretes Morales cap a la família Kennedy, conseqüència de l'atac fallit de Bahía de Cochinos.
La repercussió del documental anà més enllà, i O'Sullivan arribà a produir un altre documental titulat RFK Must Die. El film posa en dubte la seva pròpia teoria conspirativa i mostra que l'home prèviament identificat com Gordon Campbell podria haver estat Michael D. Roman, un empleat de l'empresa Bulova Watch Company ja mort que es trobava a l'Hotel Ambassador en una convenció de la seva empresa.

### Segon atacant
La localització de les ferides en el cos de Kennedy suggereixen que el seu agressor disparà des d'una posició situada just al darrere d'ell. Tot i així, alguns testimonis asseguren que Sirhan es trobava orientat cap a la dreta, mentre que Kennedy es traslladava cap a l'esquerra. A partir d'aquesta afirmació es construeixen diferents hipòtesis que consideren la possibilitat que una segona persona hagués estat involucrada en el tiroteig. Alguns investigadors de la matèria manifesten que el tret fatal impactà just darrere l'orella dreta de Kennedy i que aquest hauria estat disparat a una distància d'aproximadament una polzada. Uns altres testimonis, tanmateix, asseguren que mentre Sirhan s'acostava, Kennedy estava girant cap a la seva esquerra donant la mà mirant endavant i, per tant, exposant el seu costat dret. L'any 2008, un dels testimonis oculars dels fets, John Pilger, afirmà la seva creença que hi va hager un segon atacant. Durant una revisió del cas l'any 1975, les Corts Superiors de Los Angeles demanaren la participació d'un grup forense expert en balística per tal que avalués la possibilitat que hi hagués hagut la intervenció d'una segona arma en l'atac. La conclusió de l'estudi fou que hi ha poquíssimes evidències que permetin avalar la possibilitat que una altra arma de foc s'hagués vist involucrada en l'assassinat.
L'any 2007, hi hagué noves dades a favor d'aquesta possibilitat: es va fer una anàlisi de l'enregistrament sonor del tiroteig (fet pel periodista Stanislaw Pruszynski) en el qual s'aprecia, segons paraules de l'expert forense Philip Van Praag, com s'efectuaren tretze trets, tot i que la pistola de Sirhan tenia capacitat només per a vuit projectils. Van Praag també assegura que en l'enregistrament es pot observar com a mínim en dues ocasions que el cronometratge entre trets és tan curt que físicament és impossible que es tractés d'una sola arma. La presència de més de vuit trets a la cinta ha estat corroborada pels especialistes d'àudio forenses Wes Dooley i Paul Pegas de l'empresa Audio Engineering Associates amb seu a Pasadena, Califòrnia; per l'expert en balística Eddy B. Brixen, de Copenhaguen (Dinamarca); així com per l'especialista d'àudio Phil Spencer Whitehead, del Georgia Institute of Technology d'Atlanta (l'estat de Geòrgia, EUA). Altres "experts acústics" que no se citen o desconeguts, manifesten que només es poden escoltar fins a 8 trets.

### Altres teories
Una altra teoria alternativa és que Thane Eugene César, guardaespatlles de Kennedy, hagués col·laborat en el tiroteig, ja que en un interrogatori admeté que tenia una arma al lloc dels fets (una Rohm del calibre .38) i més endavant es contradigué en les seves declaracions a la policia en diverses ocasions. Una de diferent afirma que hi havia una noia amb un vestit clapejat i acompanyada d'un home a l'escena del crim que cridà «li hem disparat! Nosaltres li hem disparat»; de totes maneres, la noia en qüestió, Sandy Serrano admeté en diferents ocasions que aquesta història no era certa. Finalment, encara s'ha citat una darrera teoria de conspiració, anomenada hipòtesi del candidat manxú (provinent del llibre de Richard Condon The Manchurian Candidate), la qual afirma que Sirhan estava psicològicament programat per altres persones i no estava al càrrec dels seus actes quan va cometre el crim.

## Seqüeles i llegat

### Conseqüències legals
Després de l'assassinat de Kennedy, el Congrés dels Estats Units canvià la política en matèria de protecció de personalitats, de manera que el servei secret obtingué les funcions de protecció dels candidats presidencials. Durant el procés electoral de 1968 els candidats restants foren protegits immediatament, emparats en un decret emès pel president Lyndon Johnson.

### Eleccions presidencials de 1968
Tot i que, en el moment de la seva mort, Kennedy estava substancialment per darrere de Humphrey pel que fa a nombre de delegats per a la convenció demòcrata, molts analistes creuen que Kennedy hauria aconseguit finalment la nominació del partit, especialment després de la seva victòria a Califòrnia. Només tretze estats havien decidit realitzar primàries aquell any, cosa que significa que molts delegats de la convenció democràtica podrien escollir lliurement el seu candidat basant-se en la seva preferència personal. L'historiador Schlesinger, entre d'altres, sosté que l'ampli suport i el carisma del senador haurien estat suficients perquè hagués sortit victoriós de la convenció de 1968 i, per tant, hagués assolit la nominació i s'hagués enfrontat a Richard Nixon en la cursa presidencial. Tot i així, altres hipòtesis, com la de l'historiador Beschloss, posen en dubte que Kennedy realment ho hauria assolit. De totes maneres, la realitat mostra que Humphrey assolí ser el candidat demòcrata amb el 67% dels vots dels delegats en una tensa convenció demòcrata realitzada a Chicago i protagonitzada per aldarulls i protestes. Darrere seu quedà McCarthy, amb el 23% dels vots dels delegats. Al mes de novembre, Humphrey perdé les eleccions presidencials davant Nixon per un estret marge de vots.

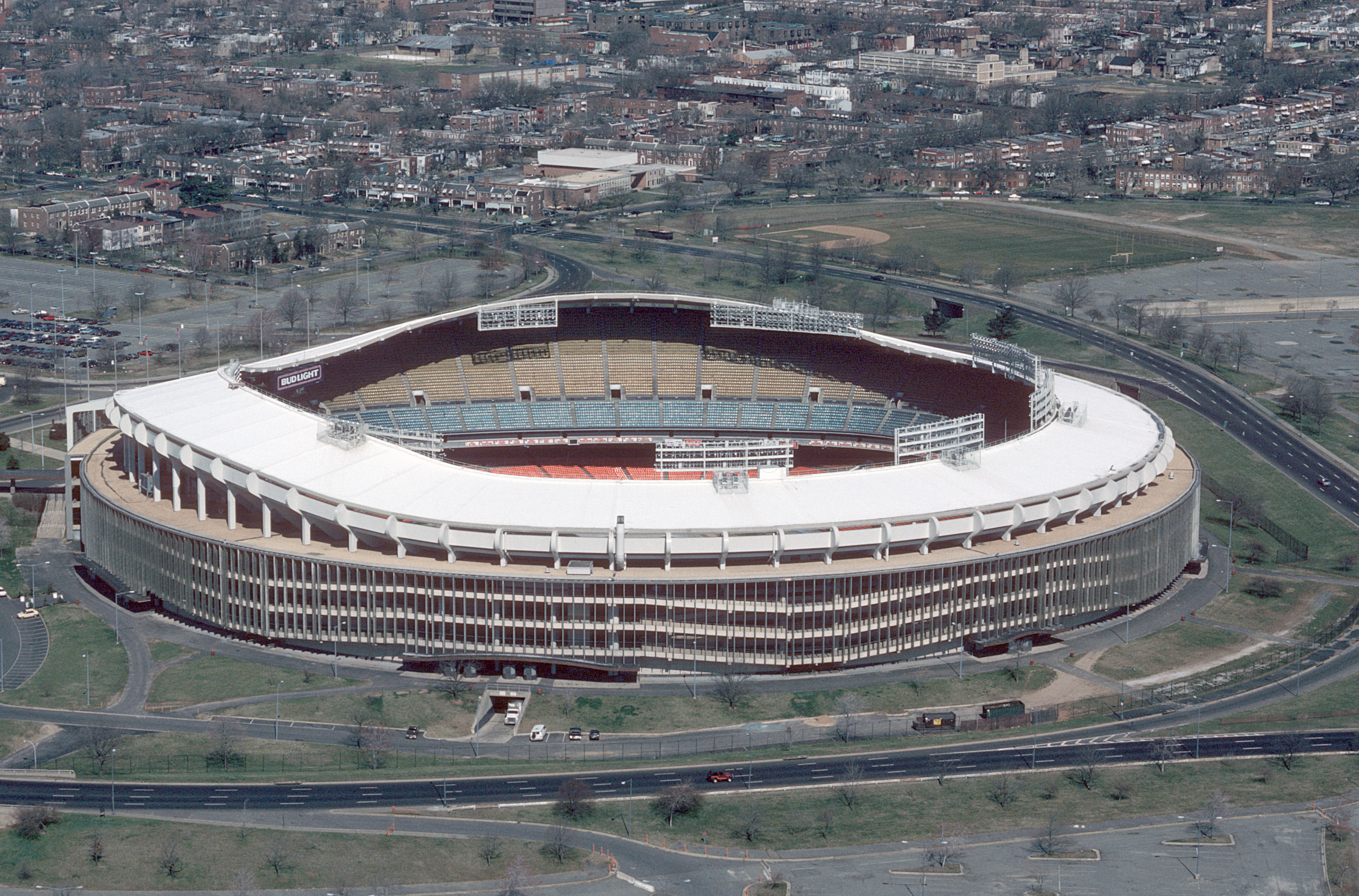
L'RFK Stadium

### Robert F. Kennedy Center for Justice and Human Rights
El mateix any de la mort de Kennedy amics i familiars fundaren la Robert F. Kennedy Center for Justice and Human Rights. Amb seu a Washington DC i Nova York, el seu objectiu era crear un memorial dinàmic del senador assassinat i ser un observatori de la justícia social i de defensa dels drets humans internacionals. Anualment ofereix tres premis relacionats amb els drets humans, i té dos programes destinats a la promoció d'aquests drets i a la inversió de diners en comerç just. Té una franquícia a Europa amb seu a Florència (Itàlia).

### RFK Stadium
El Robert F. Kennedy Memorial Stadium és un estadi construït originalment per la pràctica del beisbol, encara que actualment es troba acondicionat pel futbol. Està situat a la ciutat de Washington DC, capital del districte de Colúmbia i dels Estats Units. És la seu de l'equip de la ciutat de la Major League Soccer, el DC United.